# Emilia Matallana Redondo
Emilia Matallana Redondo (Sagunt, 24 d'octubre de 1961) és una bioquímica valenciana, actualment professora titulada de la Universitat de València i investigadora del IATA (Institut d'Agroquímica i Tecnologia dels Aliments), especialitzada en l'estudi de llevats enològics i membre activa en diferents projectes i programes docents d'aquesta universitat. Llicenciada en biologia per la Universitat de València, la seva recerca s'ha centrat en l'eficiència tecnològica dels llevats vínics durant els seus diferents usos industrials. Actualment forma un grup de recerca amb el Dr. Agustín Aranda.

## Biografia
Nascuda a Sagunt, filla d'un lampista municipal i una mestressa de casa d'origen albaceteny. Des de petita va demostrar ser de ment desperta i curiosa, amb gran predisposició per l'ensenyament. Va ser durant l'adolescència quan va despertar-se-li l'interès per la biologia. El 1979, durant els seus estudis de batxillerat es decanta per la llicenciatura de Biologia, i és crucial la influència i el suport mostrat per la professora d'aquesta assignatura, persona clau en el futur professional d'Emilia. Entrarà en la Universitat de València i obtindrà la llicenciatura de Biologia el 1980.
En aquest temps se sentirà atreta per la docència universitària, inspirada per professors de la seva llicenciatura com Luis Franco, Joaquín Moreno o Vicent Tordera. Després de finalitzar l'especialitat de Bioquímica de Biologia el 1985, s'incorpora al Departament de Bioquímica i Biologia molecular de la Universitat de València el 1986 amb una beca FPI del MEC per realitzar la tesi doctoral el 1989 sota la direcció del Dr. José Enrique Pérez, mereixedora del Premi Extraordinari de Doctorat. Després d'això inicia una estada postdoctoral de dos anys en el laboratori del Dr. Joseph Ecker en el Plant Science Institute de la Universitat de Pensilvània. El 1992 es reincorpora al seu grup de recerca de Biologia Molecular de Llevats en el Departament de Bioquímica i Biologia Molecular de la UVEG, per posteriorment obtenir una plaça com a professora titular el 1995 i posteriorment la de catedràtica l'any 2012.

## Activitat científica
Des de 1995, la seva recerca s'ha centrat principalment en l'estudi de llevats vínics i l'eficiència tecnològica que en presenten en els seus diferents usos industrials; desenvolupa aquesta activitat en instal·lacions de l'Institut d'Agroquímica i Tecnologia d'Aliments del CSIC a València, del claustre científic del qual és membre. El desenvolupament d'aquesta activitat científica amb la col·laboració del Dr. Agustín Aranda ha estat acompanyada de finançament conjunt de grups d'excel·lència de la Generalitat Valenciana. La seva aportació científica es veu reflectida en els diferents projectes d'R+D+i en els quals ha participat finançats en convocatòries competitives d'administracions o entitats públiques i privades; a més d'en les diverses publicacions científiques en les quals Emilia ha participat, en revistes de renom com Applied and Environmental Microbiology, Applied Microbiology and Biotechnology, Microbial Cell Factories o Biotechnology Journal, cal destacar la seva participació com a revisora d'articles científics per a les revistes Journal of Agricultural and Food Chemistry, Biotechnology and Bioengineering, FEMS Yeast Research i Applied Microbiology and Biotechnology.
Ha realitzat nombroses publicacions en revistes indexades, i no indexades, capítols de llibres i més comunicacions en congressos nacionals i internacionals, així com articles de divulgació científica en el periòdic Levante. A més, inclou una extensa acció de divulgació en activitats de la Càtedra de Divulgació de la Ciència de la Universitat de València, entre les quals s'inclouen conferències, la traducció de la biografia de Sydney Brenner i la participació com a jurat de la XIII edició dels Premis Literaris de Divulgació de la Ciència Ciutat d'Alzira, i ha desenvolupat també una intensa activitat docent i de gestió universitària.
Manté col·laboracions permanents amb els grups de recerca dels doctors Jesús Cantoral (Universitat de Cadis), Juan Carlos Argüelles (Universitat de Múrcia), Cabiscol i Ros (Universitat de Lleida), Isabel López (Universitat de Sevilla) i Jose Antonio Bárcena (Universitat de Còrdova); també col·labora amb empreses relacionades amb els sectors enològic i biotecnològic com Cellers Torres, Lallemand SL i Biopolis SL.

## Activitat universitària
A partir de la seva incorporació com a professora del departament de Bioquímica de la Universitat de València el 1995, ha impartit diferents matèries en diverses titulacions de la Facultat de ciències biològiques d'aquesta universitat; és tutora de tesis doctorals i membre del Consell Acadèmic de Motivem, iniciativa promoguda per la Universitat de València en col·laboració amb la seva Fundació Universitat-Empresa ADEIT amb la Càtedra de Cultura Empresarial, i també professora de la Nau Gran, programa dirigit a persones majors de 55 anys que vulguin ser formades en l'àmbit acadèmic.

## Reconeixements
L'any 2011 rep el Premi d'Excel·lència Docent en la XVII Edició dels Premis Universitat-Societat del Consell Social de la Universitat de València i de la Conselleria d'Educació, Formació i Ocupació de la Generalitat Valenciana, donada la implicació que mostra tant pel seu alumnat com per la Universitat de València. L'any 2015 obté el segon lloc en els Premis Motivem com a coordinadora de l'equip Bioluminescència, i el 2016 resulta finalista de la tercera edició d'aquests premis amb l'equip Cel·lulosa 2.0.